# Декервілл (Мічиган)
Декервілл (англ. Deckerville) — селище (англ. village) в США, в окрузі Сенілак штату Мічиган. Населення — 877 осіб (2020).

## Географія
Декервілл розташований за координатами 43°31′35″ пн. ш. 82°44′31″ зх. д. / 43.52639° пн. ш. 82.74194° зх. д. (43.526527, -82.742033).  За даними Бюро перепису населення США в 2010 році селище мало площу 3,23 км², уся площа — суходіл.

## Демографія
Згідно з переписом 2010 року, у селищі мешкало 830 осіб у 311 домогосподарстві у складі 201 родини. Густота населення становила 257 осіб/км².  Було 388 помешкань (120/км²).
Расовий склад населення:
| - 94,7 % — білих - 1,4 % — корінних американців - 0,2 % — чорних або афроамериканців - 0,1 % — азіатів - 2,2 % — осіб інших рас |

До двох чи більше рас належало 1,3 %. Частка іспаномовних становила 8,7 % від усіх жителів.
За віковим діапазоном населення розподілялося таким чином: 25,7 % — особи молодші 18 років, 53,0 % — особи у віці 18—64 років, 21,3 % — особи у віці 65 років та старші. Медіана віку мешканця становила 38,6 року. На 100 осіб жіночої статі у селищі припадало 87,8 чоловіків;  на 100 жінок у віці від 18 років та старших — 83,1 чоловіків також старших 18 років.
Середній дохід на одне домашнє господарство  становив 40 103 долари США (медіана — 32 333), а середній дохід на одну сім'ю — 45 883 долари (медіана — 43 333). Медіана доходів становила 36 154 долари для чоловіків та 35 000 доларів для жінок. За межею бідності перебувало 35,3 % осіб, у тому числі 64,9 % дітей у віці до 18 років та 3,9 % осіб у віці 65 років та старших.
Цивільне працевлаштоване населення становило 332 особи. Основні галузі зайнятості: освіта, охорона здоров'я та соціальна допомога — 26,2 %, виробництво — 18,1 %, роздрібна торгівля — 14,8 %.